# Delfská metoda
Delfská metoda je expertní, resp. prognostická metoda skupinového hledání řešení. Spočívá v tom, že skupina expertů vytváří odhady a prognózy nezávisle na sobě, přičemž výstupy posléze shrnuje prostředník. Ty pak distribuuje pro další kola. Používají se standardizované dotazníky posílané i elektronickou poštou. Postup se opakuje tak dlouho, dokud nedojde k přibližné shodě účastníků.
Patří mezi kreativní techniky a užívá se nejčastěji v oblasti projektového řízení. Podobně jako u brainstormingu se využívá pro generování nových a neotřelých myšlenek, ale na rozdíl od něj je její hlavní nevýhodou časová náročnost.

## Historie
Tato metoda je pojmenována dle města antického Řecka Delfy, kde sídlila také věštírna v Delfách.
Byla vyvinuta v instituci RAND Corporation v roce 1959 a spolupracovali na ní Olaf Helmer, Nicholas Rescher a Norman Dalkey. Autoři nebyli spokojení s pojmenováním této metody jako delfská, protože měli pocit, že tento výraz bude v lidech vzbuzovat pocit, že se jedná o něco věšteckého, možná trochu okultního.

## Principy metody
Určí se počet nezávislých odborníku. Experti pracují anonymně. Odhad expertů je upřesňován v několika kolech, během nichž je jim poskytována zpětná vazba a názory ostatních expertů. Výsledky jsou statisticky zpracovány.
Otázky, kterou jsou expertům kladeny, by měly být kvantitativní. Zároveň experti musí mít dostatečné podklady pro to, aby mohli na dané otázky zodpovědět. A také by měli svou odpověď zdůvodnit.

## Postup metody
Ustanoví se řídící komise (zpravidla tři až pět členů). Tato komise se snaží co nejpřesněji definovat problém a následně jej převede do dotazníku. Poté organizátor zašle dotazník expertům, se kterými se dohodli na účasti. Na základě odpovědí expertů jsou řídící komisí vyhodnoceny shodné i odlišné názory a je sestaven další dotazník, který se opět rozešle. Nový dotazník by měl být sestaven tak, aby se experti seznámili s návrhy a stanovisky ostatních expertů a díky tomu tak mohli případně přehodnotit své stanovisko. Dotazníky jsou opět vyhodnoceny, vytvořeny další dotazníky a ty opět poslány expertům. Celá procedura se opakuje tak dlouho dokud odborníci nedojdou ke vzájemné shodě ohledně řešení problému.
Dotazníky se obvykle rozesílají v intervalu jednoho až dvou měsíců. Doporučují se dvě až tři kola, v případě více kol dochází k nárůstu statistické chyby metody.

## Varianty metody

### Konferenční delfská metoda
Jedná se o realizaci online. Všichni experti mají stanoviska všech v reálném čase. Snadno lze zvýšit počet kol a rozsah sdělovaných informací. V případě této varianty je složitější uchovat anonymitu účastníků.

### Derivační delfská metoda
Cílem není konvergence účastníků, ale naopak, obdobně jako v brainstormingu, co nejvyšší varieta řešení, respektive důvody pro a proti jednotlivým variantám.

### Interakční delfská metoda
1. Experti obdrží zadání a potřebné informace, formulují dotazy a připomínky problému.
2. Experti na schůzce s řídícím týmem prezentují své dotazy. Diskuze mezi nimi je vyloučena.
3. Proběhne první kolo delfské metody, vyplněné dotazníky jsou vybrány.
4. Stanoviska se zpracují.
5. Předloží se expertům k volné diskuzi. Anonymita stanovisek je zachována.
6. Provede se druhé kolo delfské metody. Každý expert dostane kartičku na anonymní dotazy a poznámky. Kartičky jsou sebrány.
7. Zpracují se výsledky druhého kola delfské metody. Poznámky a dotazy se veřejně přečtou.
8. Výsledky druhého kola jsou podrobeny volné diskuzi.
9. Kvantitativní odhady jsou statisticky zpracovány.
10. Organizátoři písemně shrnou výsledky a seznámí s nimi všechny experty.

Tato verze delfské metody spojuje její výhody s výhodami panelové diskuze.

## Výhody a nevýhody metody

### Výhody
- Flexibilita metody.
- Vyhnutí se přímé konfrontace odborníků.
- Schopnost poskytnout respondentům anonymitu.
- Řízený proces zpětné vazby.
- Proces zpětné vazby umožňuje a zároveň vybízí účastníky, aby přehodnotili své původní úsudky a stanoviska.
- Snižuje potenciální dopad skupinové dynamiky (jako je manipulace nebo donucení přizpůsobit se nebo přijmout určitý pohled).
- Otázka důvěryhodnosti je usnadněna geografickým rozptylem expertů a využíváním elektronické komunikace k získávání a výměně informací.[4]

### Nevýhody
- Nemůžeme si být stoprocentně jistí, že reakce odborníků jsou skutečně nezávislé (nejsme schopni sledovat možnou komunikaci mezi odborníky).
- Časová náročnost.
- Kritéria pro definování a určování konsensu.
- Odbornost, kterou disponují experti, může být nerovnoměrně rozdělena.
- Potenciál nízké míry odezvy.[4]